# Локомотиви БДЖ 243-246
Локомотивите 243-246 – 4 броя, попадат в БДЖ с откупуването на железопътната линия Русе-Варна през 1888 г. Те са първите товарни машини, доставени специално за експлоатацията на жп линията.
Те са четириосни, с водеща трета сцепна колоос. Локомотивът е без спирачка. Ръчна има само тендерът, действаща върху всички колооси. Самият той е триосен.
Локомотивите държат рекорд в продължение на около 50 години (чак до доставката на серия 01.00 и 46.00) по дължина на котела (дължина между тръбните решетки 5002 mm). Строени са през 1880 г. в „Staatseisenbahn-Gesellschaft – Wien“ – Австрия.
Локомотивите първоначално носят експлоатационни номера 1243 – 1246. След 1888 г., вече в БДЖ се преномерират 243 – 246, с които завършва експлоатацията им. Бракувани са през 1914 г. след около 34-годишна служба.

## Експлоатационни и фабрични данни за локомотивите[1]
| Експл. № при доставката | Експл. № (от 1908) | фабр. №/година | Бележки           |
| ----------------------- | ------------------ | -------------- | ----------------- |
| 1243                    | 243                | 1499/1878      | Бракувани 1914 г. |
| 1244                    | 244                | 1500/1878      | Бракувани 1914 г. |
| 1245                    | 245                | 1501/1878      | Бракувани 1914 г. |
| 1246                    | 246                | 1502/1878      | Бракувани 1914 г. |